# Ozarba atriferoides
Ozarba atriferoides är en fjärilsart som beskrevs av Embrik Strand 1917. Ozarba atriferoides ingår i släktet Ozarba och familjen nattflyn. Inga underarter finns listade i Catalogue of Life.